# مورگان بازیلیان
مورگان دی بازیلیان یک دانشگاهی آمریکایی-ایرلندی می باشد که اکثریت دوران حرفه ای خودش به عنوان سیاستمدار و در خدمات عمومی طی کرده است. بازیلیان مدیر سازمان سیاست عمومی پین و استاد سیاست عمومی در مدرسه معادن کلرادو می باشد. پژوهش های او بر انرژی و سیاست تغییر آب و هوا، امنیت ملی و امور بین‌الملل متمرکز می باشد. در سال ۲۰۱۹ از او درخواست شد که به عنوان شاهد متخصص در برابر کمیته انرژی و منابع طبیعی سنای ایالات متحده گواهی دهد.

## تحصیلات
بازیلیان دارای مدرک کارشناسی از دانشگاه میشیگان درسال (۱۹۹۱)، کارشناسی ارشد در تجزیه و تحلیل انرژی ساختمان از دانشگاه کلرادو درسال (۱۹۹۹)، کارشناسی ارشد فیزیک کاربردی از دانشگاه مرداک در سال (۲۰۰۱) می باشد. و دکترایش را در سیستم های انرژی و ترمودینامیک از دانشگاه نیو ساوت ولز در سال (۲۰۰۲) کسب کرد.